# Alice Lakwena
Alice Auma (1956 - 10 janvier 2007), originaire de Gulu, est une prophétesse et guerrière acholie. Elle réunit une armée qui sous le nom de Holy Spirit Mobile Forces ou de Holy Spirit Movement prétendit mener une guerre contre le mal. Elle se disait inspirée par un esprit chrétien nommé Lakwena dont elle était le médium. 

## Biographie
Née en 1956 à Bungatira, Alice Auma est élevée dans la foi anglicane par son père Severino Lukoya, pasteur anglican devenu « prêtre-guérisseur ». Au sortir de l'école elle épouse un homme de Patiko mais elle s'avère stérile et il la quitte. Elle se remarie avec Alex Okello qui la quitte pour les mêmes raisons. En 1980, Alice travaille comme marchande à Opit puis comme prostituée. Elle se convertit au catholicisme.
Quand en 1986, Museveni prend le pouvoir en Ouganda, elle (se dit) "possédée" par Lakwena (le messager), "l'esprit d'un officier italien polyglotte, mort noyé dans le Nil à 95 ans, qui lui demanderait d'entamer une guerre contre le mal". 
Elle prend alors le nom de Alice Lakwena. Elle fonde le mouvement des "Forces mobiles du Saint-Esprit" qui entame une guérilla contre l'Armée de résistance nationale qui est au pouvoir. Elle affirmait également être l'instrument d'autres esprits : Nyaker, un combattant acholien,  Ching Po de Corée, Franco du Zaïre, Mériam, Médina et Shaban, des esprits islamiques, le Coréen "Invisible chairman" et surtout "Wrong element" des États-Unis, qui, selon elle, préside aux exécutions sommaires des "pécheurs".
Elle exprime le ressentiment des Acholi, "petite ethnie pauvre, peu instruite, méprisée par le colonisateur britannique et soumise aux pires violences depuis l'indépendance en 1962". Son discours syncrétique mélange références chrétiennes et religion acholi. 
En octobre 1987, elle lance ses Forces mobiles du Saint-Esprit sur Kampala, contre "Lucifer Museveni", affirmant que ses fidèles prendraient Kampala avec « des pierres qui se transformeraient en bombes ».
Après l'échec de l'offensive, Alice Lakwena est contrainte à l'exil. 
Au cours de son exil, elle affirme, en 2004, avoir trouvé un remède contre le sida. Installée dans le camp de réfugiés Dadaab  au Kenya, elle y meurt en janvier 2007.
Joseph Kony, qui prétend être de sa famille, prend sa suite, s'autoproclame messie, et fonde en 1988 l'Armée de résistance du Seigneur qui sème la terreur en Ouganda pendant près de 20 ans.

## Sources